# René Lioret
Pour les articles homonymes, voir Lioret.
René Lioret, né le 13 janvier 1952 à Chagny (Saône-et-Loire), est un homme politique français. Membre du Rassemblement national, il est élu député en juillet 2024.

## Biographie
René Lioret naît le 13 janvier 1952 à Chagny (Saône-et-Loire). Il commence à travailler en 1976 aux laboratoires Lederle, laboratoire pharmaceutique de américain, spécialisé en antibiothérapie, cancérologie et psychotropes,avant de rejoindre, en 1984, les laboratoires Urgo, en qualité de directeur des opérations chargé du circuit pharmaceutique. Entreprise qu'il quitte en 2018 en prenant sa retraite.
Il s'engage au Front national (FN - actuel Rassemblement national RN) en 1986, lorsqu'il déménage en Côte-d'Or, à Vignoles, près de Beaune. Il est candidat lors de plusieurs élections nationales et locales dans les années 1990, comme les élections régionales de 1992 et les élections municipales de 1995, sans parvenir à être élu. Il est à nouveau candidat lors des élections départementales de 2015 et des municipales de 2020. En 2021, il est finalement élu lors des élections régionales et devient membre du conseil régional de Bourgogne-Franche-Comté, sur la liste de Julien Odoul. Le 11 avril 2024, il réalise un happening avec les autres conseillers régionaux du groupe RN en brandissant des pancartes reprenant le slogan « Violeurs étrangers dehors » du Collectif Némesis. Cet incident conduit à une suspension de séance et à l'ouverture d'une enquête,.
Il se présente à deux reprises aux élections législatives dans la cinquième circonscription de la Côte-d'Or. Une première fois en 2017, où il s'incline au premier tour avec 7 120 voix, soit 17,14 % des votes exprimés. Il se présente également en 2022, où il arrive en deuxième position à l'issue du premier tour avec 10 005 voix (23,7 %) puis perd au second tour avec 16 897 voix (45,76 %). En 2024, il est à nouveau candidat aux élections législatives anticipées avec l'étiquette du RN, toujours dans la cinquième circonscription de la Côte-d'Or. Durant la campagne, il promet de ne pas expulser les travailleurs saisonniers étrangers, « maillon essentiel du secteur » viticole local.
Il remporte l'élection au second tour avec 50,04 % des voix, face au député sortant Ensemble Didier Paris, malgré le retrait du candidat du Nouveau Front populaire. Il compte seulement 42 voix d'avance sur son adversaire. Il devient le premier député RN de l'histoire de la Côte-d'Or.

## Controverses

### Opposition à la vaccination contre le Covid-19
Il se présente à plusieurs reprises comme un résistant à la vaccination contre le covid-19 et affirme que le vaccin contre le Covid provoque cancers et "maladies auto-immunes mortelles".

### Réchauffement climatique
Il adopte des positions climatodénialistes, en assurant le 13 février 2024 que « tous les scientifiques n'approuvent pas le GIEC ». Il appuie son propos sur une publication d'un blog d'extrême droite datant de 2014. Enfin, il partage en ligne « des publications de comptes complotistes et révisionnistes » relève France Bleu, bien qu'il nie l'être lui-même, affirmant ignorer les détails des comptes republiés.

### Racisme
René Lioret est l'auteur de plusieurs déclarations à connotations racistes sur Twitter,,,.
Commentant l'agression filmée d'un élève handicapé du lycée professionnel Donation-Robert-et-Nelly-de-Rothschild de Saint-Maximin (Oise), il déclare le 5 octobre 2022 :  « Les racailles africaines, c’est toujours à 3 ou 4 contre 1. C’est à ça qu’on les reconnaît ! ».
Le 4 juin 2023, il réagit à un tweet de Bruno Attal sur le supposé massacre d'un chameau en Afrique avec le message suivant : « Aucun doute n’ est possible ! Nous avons bien à faire à des barbares . Si l’ U.E. compte sur “Ça” pour repeupler le vieux continent… ».
Commentant une rencontre entre le Premier ministre Gabriel Attal et des élèves en décrochage scolaire à Nice le 22 avril 2024, il déclare le jour même : « Pas une seule “ petite tête blonde” parmi ces “élèves décrocheurs” …. ».
En juin 2025, le site d'information Les Jours révèle qu'il fait partie d'un groupe Facebook contenant de nombreux propos jugés racistes, antisémites et homophobes, étant l'auteur de certains d'entre-eux. Il s'en prend notamment à Julien Dray : « Tu as créé avec tes potes SOS Racisme permettant aux racailles de toute l’Afrique et du Maghreb de piller la France ! » et selon le média, il publie « le photomontage d’un cliché ancien de la capitale, superposé à un plus moderne sur lequel figurent des personnes noires et des poubelles. ».

### Injures
Le 7 février 2023, il insulte le député Louis Boyard (LFI) de « sac à merde », « petit dealer de merde », « connard » et « cochonou » sur Twitter,.